# Norvégia címere

Norvégia címere

Norvégia címere egy vörös színű pajzs, egy sárga oroszlánnal, amely mancsában egy fejszét tart. A pajzsot felülről egy korona díszíti. A király címere is ez de a korona nélküli pajzs körül egy vörös és hermelin színű palást felett a királyi korona van. Közvetlenül a pajzs köré pedig a Szent Olaf-rend láncát és csillagát helyezték el.

## Források

A királyi címer